# Пожар Львова (1527)

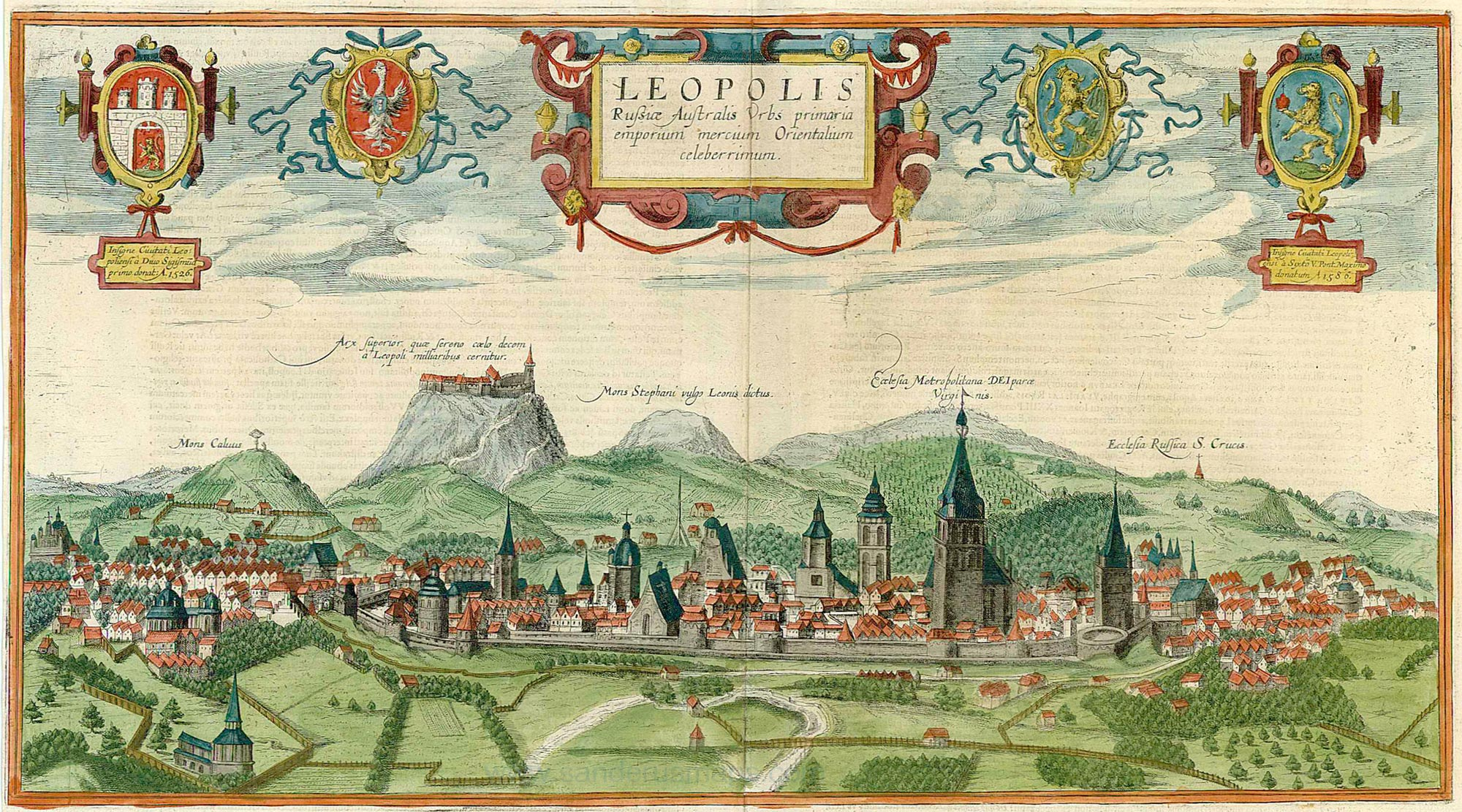
Восстановленный Львов в 1616 году

Пожар Львова 1527 года — один из самых больших пожаров, который уничтожил почти весь город и его готическую застройку. Пожар способствовал кардинальной перестройке города.
3 июня 1527 года загорелась пивоварня. Ветер молниеносно разнёс огонь во все стороны на высушенные летней жарой крыши. Пламя охватило Пекарскую, Краковскую, Армянскую, Замковую, Шевскую и Галицкую улицы. Выгорел не только центр города, но и пригороды — Подзамче, Знесенье и другие.
На второй день Львов представлял собой сплошное пепелище. Сгорел почти весь город. Уцелели лишь искажённые огнём Ратуша, Армянская церковь, стены Кафедрального собора, монастырь францисканцев и городские башни. Готический Львов, который был похож на центры современных Таллинна или Гданьска, сгорел дотла.
Погибли практически все образцы готической архитектуры, которые были построены в течение XIV—XV веков. На восстановление города ушло много времени и усилий не только городских властей и горожан, но и королевского правительства Польши. Но в течение относительно короткого времени, город был отстроен в новом, ренессансном стиле.
После этого пожара началось строительство преимущественно каменного Львова.
В «Мемориала о пожаре нашего города» неизвестного автора XVI века, так описываются те события:

«Описывая печальные и злосчастные события для нашего прекрасного и славного города, жалкую и даже долговечную из-за боли руину, которую надо оплакивать из-за беспощадности этого пожара. Ведь 1527 года в понедельник после праздника Вознесения Господня, в двадцать три часа, неожиданно с дома пивовара некоего Григория Солтыса с Клепарова, стоявший напротив монастыря францисканцев, на улице Пекарев, лежащей рядом, разразился огромный и внезапный пожар. Перескакивая, будто навальный вихрь, разделённый в двух направлениях, огонь немедленно охватил все дома, которые были по его соседству и саму улицу Пекарев и Краковскую, Шевскую и Армянскую улицы, а также ту, которая называется второй частью квартала, в одном ряду, а в другом направлении, начиная от монастырского дома тех же францисканцев, за исключением костёла Святого Креста, последовательно уничтожил дома, которые были посередине, общественную баню, костёл Святого Духа вместе с больницей, лотками мясников, с другими домами, которые были сзади, до городской стены, а оттуда — дома уважаемых господ каноников капитульных вместе с другими жителями костёльных священнослужителей, и дальше все остальные дома вокруг и Галицкую, Зарванская, Рускую и Еврейскую улицы вместе с церковью Святой Марии греческого обряда, с еврейской синагогой и городской конюшней и вокруг все, которые только были, дома, от ворот до ворот разгорался всё хуже и много домов уничтожил дотла… Собственно, из-за стремительности этого пожара, в связи с тем, что он почти весь город затмил чёрной копотью, сам огонь распространился внезапно и неожиданно на все части города, так что ни одна не смогла спастись, и, что самое важное, если бы городские ворота, закрытые в то время для того, чтобы задержать народ для обороны, не были своевременно открыты, то без сомнения, большое количество людей погибло бы от самого огня, когда этот пожар так неистовствовал и всё больше и больше усиливался, военные метательные орудия и пушки или огнестрельное оружие, сберегаемое в городских башнях, заряженные порохом и пулями, взорвались к большому ужасу народа и с опасностью для него и издали страшный шум наподобие грома. Вот так весь этот город, как предсказывалось, за исключением одного дома покойного Ивана Бороды, крытого черепицей и потому названного башней, до основания со всеми своими строениями, полностью был разрушен и остался будто безлюдным, а несчастные граждане были доведены до большого отчаяния. А чтобы их город возвратился когда-то снова к своему величию и красоте после такого горького и страшного несчастья и чтобы никогда больше не выпала на его долю такое или подобное несчастное событие, надо горячо молить Всевышнего, ласкового Бога».
Пожар 1527 года был последним значительным пожаром, во время которого сгорела практически вся деревянная застройка Львова.